# Розенталь, Карл Гертович
Карл Гертович Розенталь (1886 — 1940) — советский деятель органов охраны общественного порядка, начальник Центророзыска.

## Биография
Родился в латышской семье, учился в университете, получил незаконченное высшее образование, владел французским, польским и немецким языками. 
С 1905 года состоял в РСДРП(б), с 1914 года был член Всебалтийского подпольного бюро профсоюзов, в 1915 участвовал во Вселатвийской партийной конференции. В том же 1915 оставил семью и уехал в Москву, где организовал подпольный кружок по изучению марксизма среди грузчиков. 
В 1917 году участвовал в Октябрьском вооружённом восстании, затем с сентября до ноября 1917 года возглавлял ревизионную комиссию Моссовета. Был назначен комиссаром уголовно-розыскной милиции Москвы, после эмиграции К. П. Маршалка возглавил сыскную службу, после чего в октябре 1918 по предложению Ф. Э. Дзержинского был назначен первым начальником Центророзыска ГУРКМ НКВД РСФСР. В 1919 году состоял членом Коллегии центрального управления лагерей НКВД, а с декабря того же года начальником Центророзыска стал И. Я. Визнер.
Затем по распоряжению председателя ВЧК был арестован за злоупотребления властью, откуда освобождается по решению ЦИК РСФСР. В 1921 выбывает из рядов партии по болезни. 
Следующее десятилетие работает ответственным работником профсоюза транспортников, с 1930 по 1938 занимает должность старшего инспектора по кадрам «Мосавтотранса». Проживал в Москве по адресу 3-й Монетчиковский переулок, дом 16, квартира 8.
Снова арестован НКВД в 1938, однако никаких признаний чекисты не добились, и передали «дело» на рассмотрение Особого совещания при НКВД СССР. По обвинению в шпионаже приговорён к заключению в ИТЛ на 8 лет, где и умер. Через 17 лет посмертно реабилитирован решением Военного трибунала войск Московского военного округа.

## Семья
- Сын — Карл Карлович Розенталь (1910 — ?), после окончания одного из ленинградских институтов работал последовательно в Историко-археологическом институте АН СССР, в АН БССР, Государственной публичной библиотеке в Ленинграде. Дважды привлекался к следствию по 58-й статье УК РСФСР и оба раза благополучно избегал наказания. В 1938 уволен из библиотеки за невыход на работу.

## В культуре
- Кинофильм «Чёрный треугольник», выведен под именем Леонид Борисович Косачевский, роль исполняет К. К. Григорьев.